# Restio bifarius
Restio bifarius är en gräsväxtart som beskrevs av Maxwell Tylden Masters. Restio bifarius ingår i släktet Restio och familjen Restionaceae. Inga underarter finns listade i Catalogue of Life.